# Philip Wilby
Philip Wilby (né en 1949 à Pontefract) est  l'un des grands compositeurs de brass band. Il a notamment composé Jazz ou Concerto pour euphonium. Ces pièces sont souvent présentées au championnat européen des brass band. Les pièces sont constituées d'effets sonores importants et impliquent beaucoup de percussion. Ces soli sont également composés pour des virtuoses de la musique.